# Gitterkonstant
Gitterkonstanten, eller gitterparametern, är längden av enhetscellen i ett kristallgitter. I allmänhet har ett gitter olika konstanter i alla tre riktningar, men för kubiska gitter är de samma i alla riktningar och betecknas a. För hexagonala gitter är två konstanter lika, vilka betecknas med a, medan den tredje betecknas c. Gitterkonstanter anges oftast i Ångström, eftersom de normalt är i den storleksordningen.
Om två kristaller har samma struktur och ungefär samma gitterkonstant kan de växa på varandra utan deformation av ytorna vid korngränsen. Om konstanterna däremot är olika kommer det att uppstå spänningar eller defekter vid gränsskiktet.